# Fremersdorf
Ne doit pas être confondu avec Frémestroff.
Fremersdorf est un ortsteil de Rehlingen-Siersburg en Sarre.

## Géographie

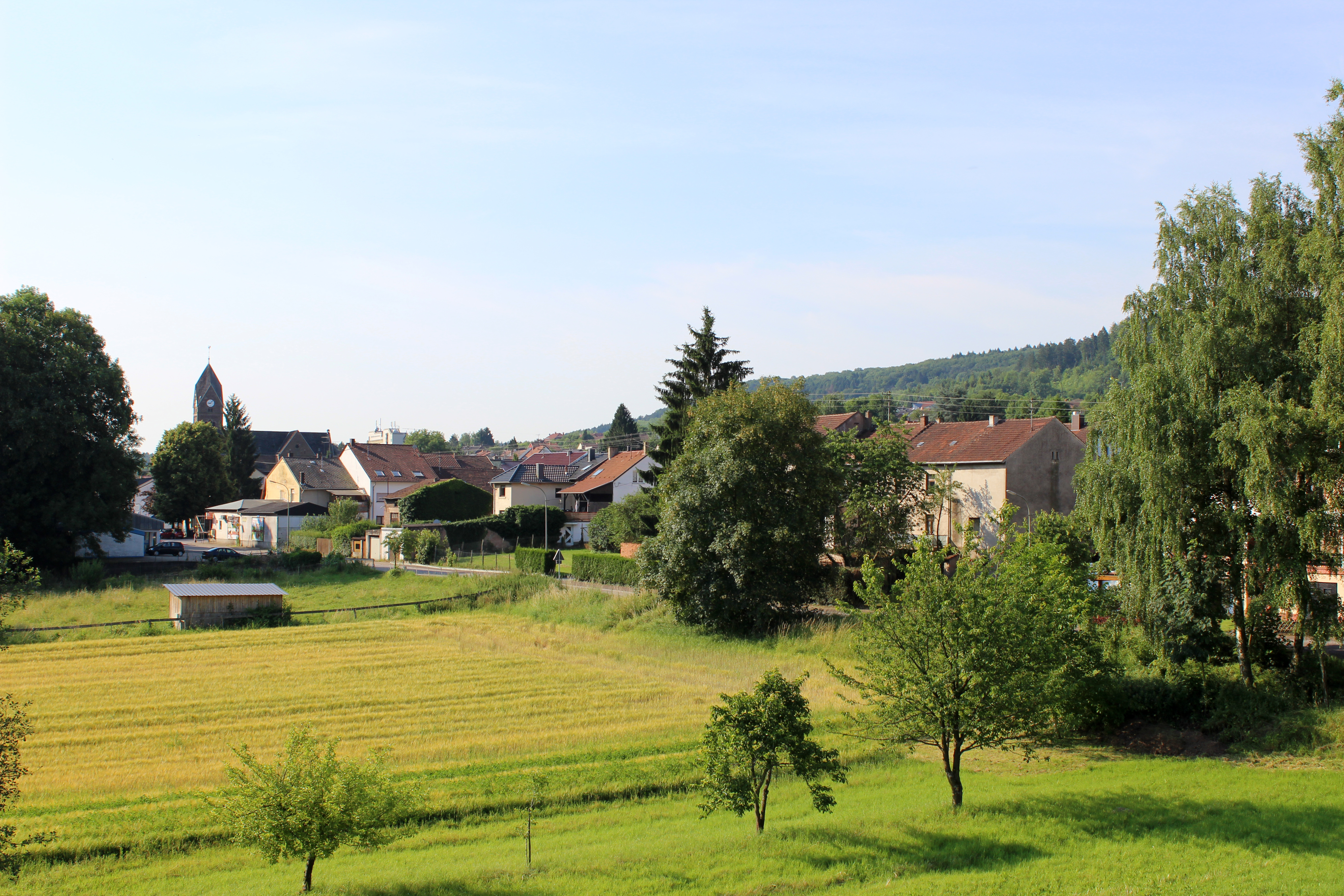
Le village.

## Toponymie
- Anciennes mentions : Frummerstorf, Frimmerstorf, Frymersdorf, Fremmerstorff, Fremestroff, Fremmersdorf, Fremersdorf.
- En Sarrois : Fremersdroff, Freemerschdorf et Fremmerschtroff.

## Histoire
Ancienne commune indépendante, Fremersdorf fut incorporé à Rehlingen-Siersburg le 1er janvier 1974.

## Lieux et monuments

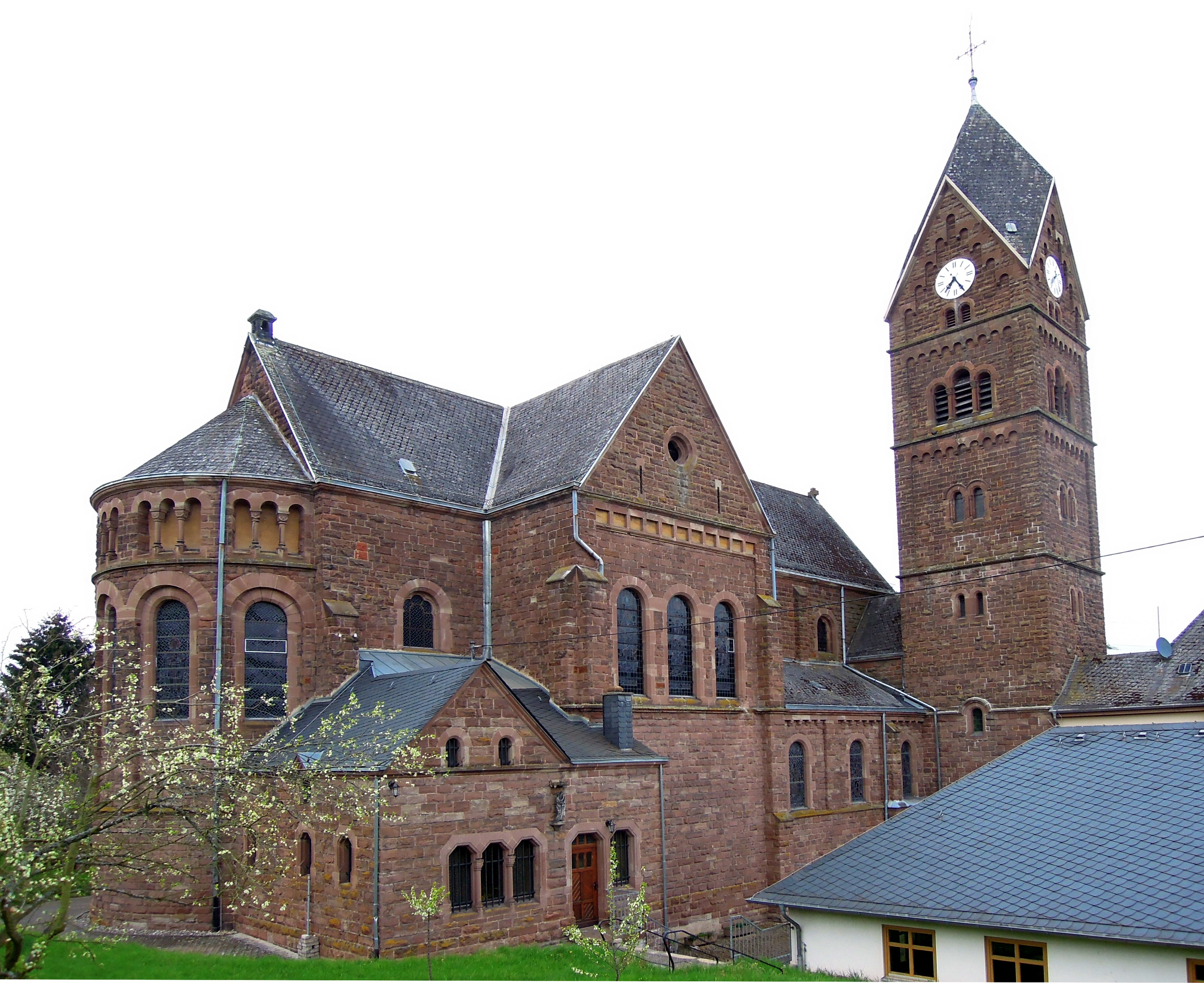
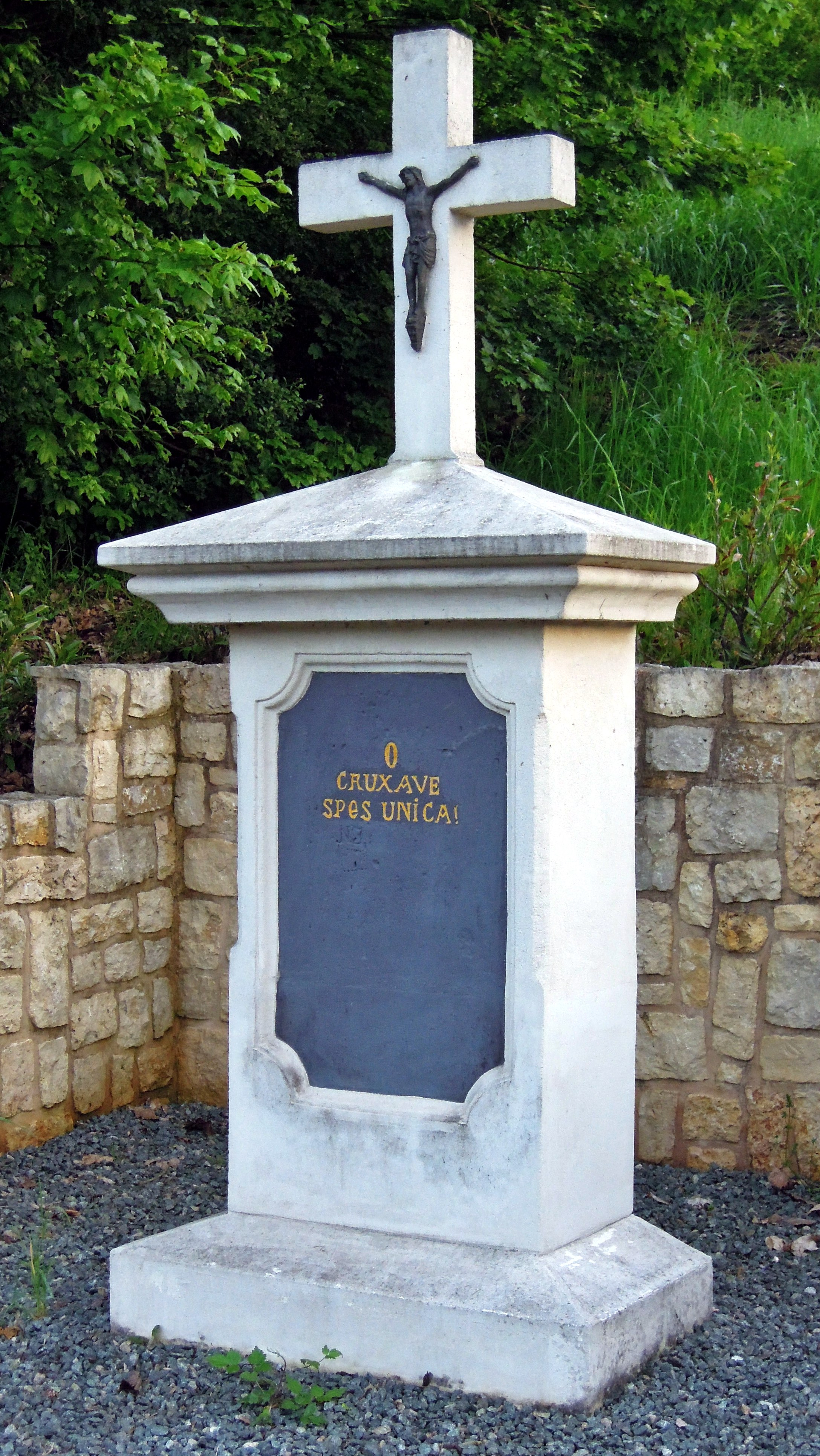
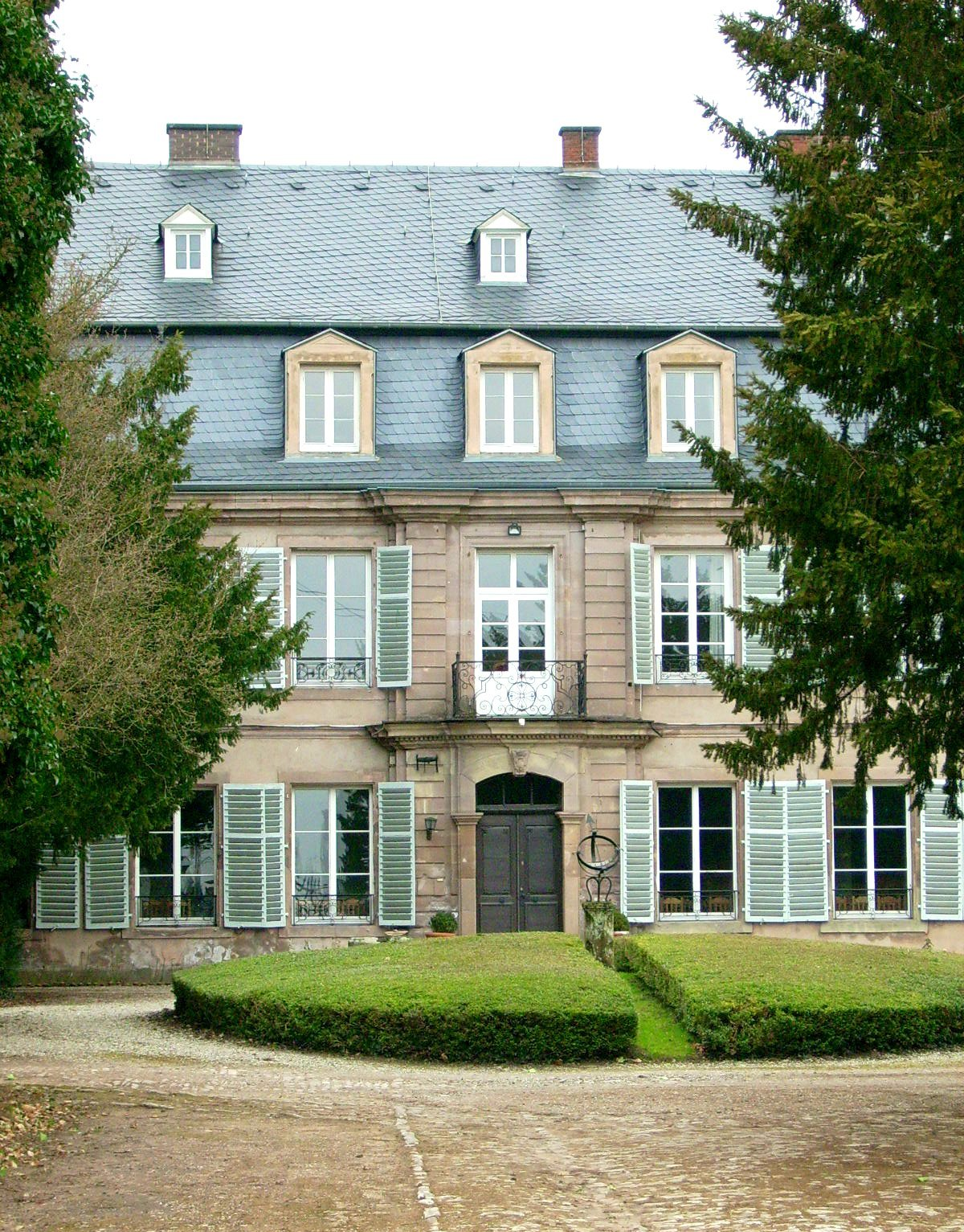
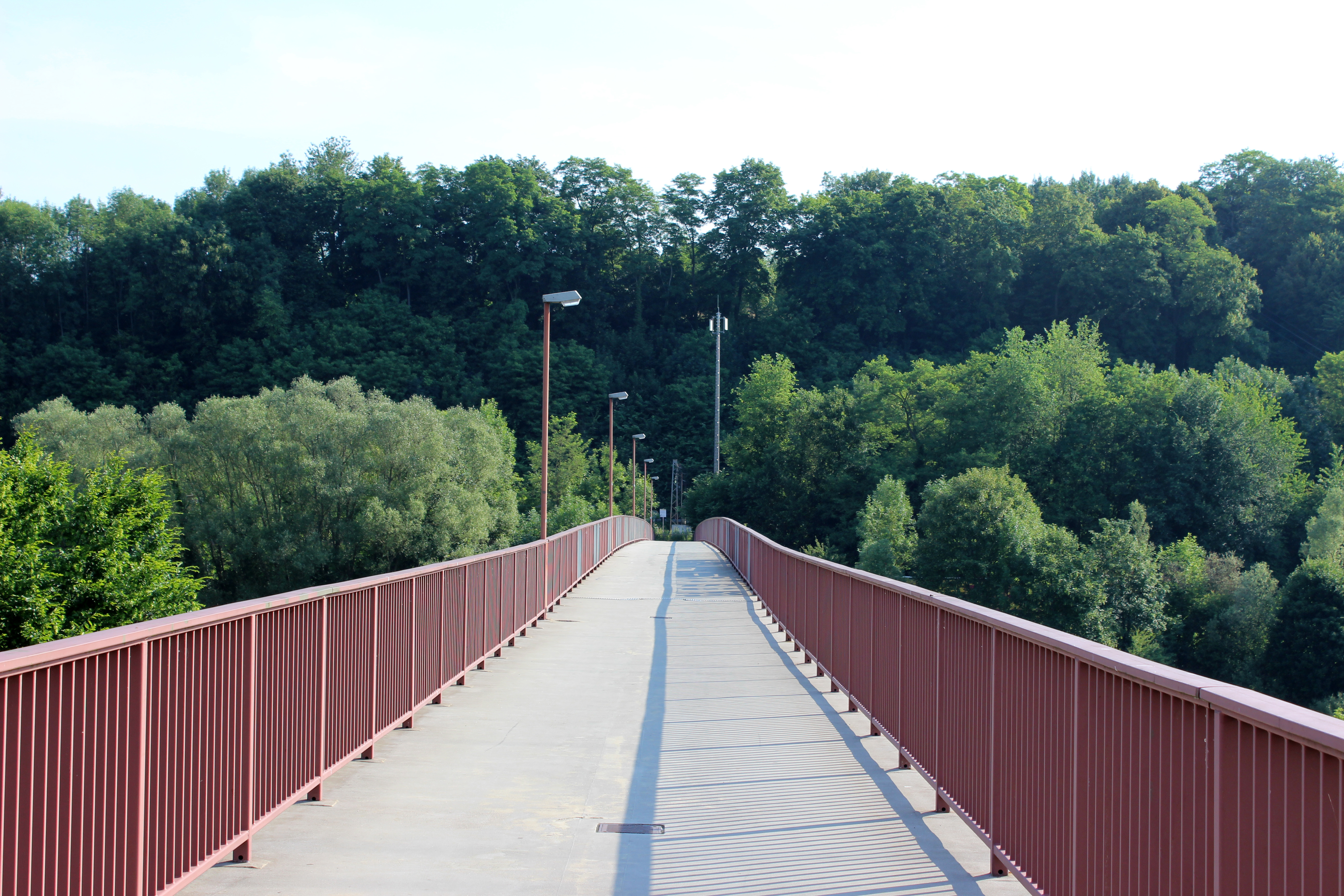